# Слободан Новак
Анте Слободан Новак (3 листопада 1924 — 25 липня 2016) — хорватський письменник і романіст. Найбільш відомий своїм екзистенційним романом «Mirisi, zlato i tamjan» («Миро, злато і ладан») (1968), що часто називають одним із найкращих хорватських романів XX століття.

## Біографія
Новак народився в Спліті 3 листопада 1924 року в сім'ї Дує і Марії (до шлюбу Смоє) Новак. Його охрестили в місцевій церкві й дали ім'я Анте Слободан Новак. Початкову школу закінчив на острові Рабі, відвідував класичну гімназію в Спліті, потім закінчив школу в Сушаку. Під час Другої світової війни приєднався до югославських партизанів, про що розповів у своїх автобіографічних нарисах «Digresije» та «Protimbe» (2003).
Потім він навчався у Загребському університеті і здобув ступінь з хорватської та югославської літератури 1953 року. Працював інструктором, коректором та драматургом у Хорватському національному театрі (Спліт). Пізніше працював журналістом і редактором у різних видавництвах. 1983 року став членом Хорватської академії наук і мистецтв. 27 липня 1999 року Новака оголосили почесним громадянином острова Раб.

## Літературна робота
Він розпочав свою кар'єру піснями, сповненими болісних спогадів з війни. Вірші були зібрані в його роботі «Glasnice u oluji» (1950). Незабаром почав писати художні твори й опублікував «Krugovima» («Кола») та «Republike» («Республіка»). Він здобув увагу критиків та громадськості, опублікувавши автобіографічний роман «Izgubljeni zavičaj» («Втрачена батьківщина») (1955), де описав своє дитинство на безлюдному острові.
Оповідач розповідає через двох персонажів: дитяче «Я», коли він спостерігає, запам'ятовує та поглинає все довкола себе; і другого персонажа, теперішнє «Я», коли він сентиментально і покірно відтворює спогади та образи своєї юності. Його роман «Mirisi, zlato i tamjan» вийшов друком 1968 року. Це історія про пенсіонера-інтелігента середнього віку, що живе зі своєю дружиною на ізольованому острові; він живе своїм життям і доглядає дуже стару Пані Маркантунову, колишню багату патриціанку та власницю половини острова. Історія відбувається в 1960-х роках. Новак дотримується тієї ж тематичної та поетичної лінії у короткому оповіданні «Izvanbrodski dnevnik», опублікованому 1977 року.
Пізніше Новак опублікував збірку інтерв'ю з Єленою Хекман у творі «Digresije» («Відступ») 2001 року. Згодом опублікував «Protimbe» («Незгода») (2003), який він розглядав як розширення «Digresije». «Protimbe» — один з найвизначніших творів хорватської автобіографічної прози, багатий на ремінісценції та асоціації щодо молоді, політичного та соціального життя в СФР Югославії, його досвіду як письменника під час війни Хорватії за незалежність та подальших соціальних і політичних змін у країні.

## Твори
| Хорватською мовою      | Українською               | Публікація   |
| ---------------------- | ------------------------- | ------------ |
| Glasnice u oluji       | Голосові зв'язки в штормі | Загреб, 1950 |
| Izgubljeni zavičaj     | Втрачена Батьківщина      | Спліт, 1954  |
| Trofej                 | Трофей                    | Загреб, 1960 |
| Tvrdi grad             | Міцне місто               | Загреб, 1961 |
| Mirisi, zlato i tamjan | Миро, злато і ладан       | Загреб, 1968 |
| Dolutali metak         | Бродяча куля              | Загреб, 1969 |
| Izvanbrodski dnevnik   | Підвісний щоденник        | Загреб, 1977 |
| Tri putovanja          | Три подорожі              | Загреб, 1977 |
| Južne misli            | Південні роздуми          | Загреб, 1990 |
| Digresije              | Відступ                   | Загреб, 2001 |
| Protimbe               | Незгода                   | Загреб, 2003 |
| Pristajanje            | Швартування               | Загреб, 2005 |

## Нагороди та відзнаки

### Нагороди
| Нагорода                                                     | Присуджено                                                       | Рік прийому |
| ------------------------------------------------------------ | ---------------------------------------------------------------- | ----------- |
| Премія міста Загреб                                          | Роман: «Загублена Батьківщина»                                   | 1955        |
| Премія міста Загреб                                          | Роман: «Міцне місто»                                             | 1962        |
| Премія Югославського фестивалю радіо-драми в Новому Саду     | За найкращий радіо-драматичний твір: «Маестро, як у вас справи?» | 1966        |
| Премія НІН                                                   | Найкращий роман Югославії року: «Миро, злато і ладан»            | 1968        |
| Міжнародний конкурс радіофонічної драми Прага-Варшава-Загреб | За радіо-драму: «Кривий простір»                                 | 1968        |
| Премія Владимира Назора                                      | Роман року: «Миро, злато і ладан»                                | 1969        |
| Нагорода від інституції Матиця хорватська                    | Роман року «Миро, злато і ладан»                                 | 1969        |
| Відзнака критиків газети Večernji list                       | Книга року: «Миро, злато і ладан»                                | 1969        |
| Премія Владимира Назора                                      | За видатні досягнення                                            | 1990        |
| Премія газети Vjesnik                                        | Роман: «Миро, злато і ладан»                                     | 1994        |
| Премія Мирослава Крлежа Асоціації письменників Хорватії      | Не вказано                                                       | 2005        |
| Премія Ауґуста Шеноа від інституції Матиця хорватська        | Роман: «Швартування»                                             | 2005        |
| Премія Емануеля Відовича газети Slobodna Dalmacija           | За видатні досягнення                                            | 2005        |

### Відзнаки
| Відзнака                                              | Світлина |
| ----------------------------------------------------- | -------- |
| Орден герцога Трпімира                                |          |
| Орден Даніки Хорватської з зображенням Марка Марулича |          |